# Lijst van voetbalinterlands Cyprus - Luxemburg
Deze lijst van voetbalinterlands is een overzicht van alle officiële voetbalwedstrijden tussen de nationale teams van Cyprus en Luxemburg. De landen speelden tot op heden vijf keer tegen elkaar. De eerste ontmoeting, een vriendschappelijke  wedstrijd, werd gespeeld in Nicosia op 17 december 1984. Het laatste duel, een groepswedstrijd van de UEFA Nations League 2020/21, vond plaats op 14 november 2020 in Nicosia.

## Wedstrijden
| № | Plaats    | Datum            | Competitie                  | Wedstrijd          | Uitslag |
| - | --------- | ---------------- | --------------------------- | ------------------ | ------- |
| 1 | Nicosia   | 17 december 1984 | Vriendschappelijk           | Cyprus – Luxemburg | 1 – 0   |
| 2 | Luxemburg | 7 september 1997 | WK 1998 kwalificatie        | Luxemburg – Cyprus | 1 – 3   |
| 3 | Limasol   | 11 oktober 1997  | WK 1998 kwalificatie        | Cyprus – Luxemburg | 2 – 0   |
| 4 | Luxemburg | 10 oktober 2020  | UEFA Nations League 2020/21 | Luxemburg – Cyprus | 2 – 0   |
| 5 | Nicosia   | 14 november 2020 | UEFA Nations League 2020/21 | Cyprus – Luxemburg | 2 – 1   |

## Samenvatting
| Competitie          | Totaal gespeeld | Winst Cyprus | Gelijk | Winst Luxemburg | Doelsaldo Cyprus – Luxemburg |
| ------------------- | --------------- | ------------ | ------ | --------------- | ---------------------------- |
| WK-kwalificatie     | 2               | 2            | 0      | 0               | 5 − 1                        |
| UEFA Nations League | 2               | 1            | 0      | 1               | 2 − 3                        |
| Vriendschappelijk   | 1               | 1            | 0      | 0               | 1 − 0                        |
| Totaal              | 5               | 4            | 0      | 1               | 8 − 4                        |

Wedstrijden bepaald door strafschoppen worden, in lijn met de FIFA, als een gelijkspel gerekend.

## Details

### Eerste ontmoeting
| Vriendschappelijk (Nicosia, Cyprus, 17 december 1984): |       |           |
| Cyprus                                                 | 1 – 0 | Luxemburg |
| Soteris Tsikkos 52'                                    | goals |           |

### Tweede ontmoeting
| WK 1998 kwalificatie (Luxembourg, Luxemburg, 7 september 1997): |       |                                                                   |
| Luxemburg                                                       | 1 – 3 | Cyprus                                                            |
| Paolo Amodio 7'                                                 | goals | 6' Nicodemos Papavasiliou 55' Ioannis Ioannou 79' Ioannis Ioannou |

### Derde ontmoeting
| WK 1998 kwalificatie (Limasol, Cyprus, 11 oktober 1997): |       |           |
| Cyprus                                                   | 2 – 0 | Luxemburg |
| Nicodemos Papavasiliou 79' Milenko Spoljaric 85'         | goals |           |

### Vierde ontmoeting
| UEFA Nations League 2020/21 (Luxemburg, Luxemburg, 10 oktober 2020): |       |        |
| Luxemburg                                                            | 2 – 0 | Cyprus |
| Danel Sinani 12' Danel Sinani 26'                                    | goals |        |

### Vijfde ontmoeting
| UEFA Nations League 2020/21 (Nicosia, Cyprus, 14 november 2020): |       |                             |
| Cyprus                                                           | 2 – 1 | Luxemburg                   |
| Grigoris Kastanos 34' (pen.) Grigoris Kastanos 71'               | goals | 5' (e.d.) Ioannis Kousoulos |
| - Rode kaart: Vahid Selimovic ('33) (Luxemburg)                  |       |                             |

KOP · A-internationals · Bondscoaches · Statistieken · Cypriotisch vrouwenelftal · Cyprus U21 · Cyprus U20 · Cyprus U19 · Cyprus U18 · Cyprus U17 · Cyprus U16
1960 – 1969 · 
1970 – 1979 · 
1980 – 1989 · 
1990 – 1999 · 
2000 – 2009 · 
2010 – 2019 ·
2020 − 2029
1960 · 
1961 · 
1962 · 
1963 · 
1964 · 
1965 · 
1966 · 
1967 · 
1968 · 
1969 · 
1970 · 
1971 · 
1972 · 
1973 · 
1974 · 
1975 · 
1976 · 
1977 · 
1978 · 
1979 · 
1980 · 
1981 · 
1982 · 
1983 · 
1984 · 
1985 · 
1986 · 
1987 · 
1988 · 
1989 · 
1990 · 
1991 · 
1992 · 
1993 · 
1994 · 
1995 · 
1996 · 
1997 · 
1998 · 
1999 · 
2000 · 
2001 · 
2002 · 
2003 · 
2004 · 
2005 · 
2006 · 
2007 · 
2008 · 
2009 · 
2010 · 
2011 · 
2012 · 
2013 ·
2014 ·
2015 ·
2016 ·
2017 ·
2018 ·
2019 ·
2020 ·
2021 ·
2022
Albanië ·
Andorra ·
Armenië ·
Azerbeidzjan ·
België ·
Bosnië en Herzegovina ·
Bulgarije ·
Canada ·
Denemarken ·
Duitsland ·
Engeland ·
Estland ·
Faeröer ·
Finland ·
Frankrijk ·
Georgië ·
Gibraltar · 
Griekenland ·
Hongarije ·
Ierland ·
IJsland ·
Irak ·
Iran ·
Israël ·
Italië ·
Japan ·
Joegoslavië ·
Jordanië ·
Kazachstan ·
Koeweit ·
Kosovo ·
Kroatië ·
Letland ·
Libanon ·
Litouwen ·
Luxemburg ·
Malta ·
Moldavië ·
Montenegro ·
Nederland ·
Noord-Ierland ·
Noord-Macedonië ·
Noorwegen ·
Oekraïne ·
Oostenrijk ·
Polen ·
Portugal ·
Roemenië ·
Rusland ·
San Marino ·
Saoedi-Arabië ·
Schotland ·
Servië ·
Slovenië ·
Slowakije ·
Sovjet-Unie ·
Spanje ·
Syrië ·
Tsjechië ·
Tsjecho-Slowakije ·
Wales ·
Wit-Rusland ·
Zweden ·
Zwitserland
FLF · A-internationals · Bondscoaches · Statistieken · Luxemburgs vrouwenelftal · Luxemburg U21 · Luxemburg U19 · Luxemburg U18 · Luxemburg U17 · Luxemburg U16
1911 – 1919 ·
1920 – 1929 ·
1930 – 1939 ·
1940 – 1949 ·
1950 – 1959 ·
1960 – 1969 ·
1970 – 1979 ·
1980 – 1989 ·
1990 – 1999 ·
2000 – 2009 ·
2010 – 2019 ·
2020 − 2029
OS 1920 · 
OS 1924 · 
OS 1928 · 
OS 1936 · 
OS 1948 · 
OS 1952
1911 · 
1912 · 
1913 · 
1914 · 
1915 · 1916 · 1917 · 1918 · 1919 · 
1920 · 
1921 · 1922 · 1923 · 
1924 · 
1925 · 1926 · 
1927 · 
1928 · 
1929 · 1930 · 1931 · 1932 · 1933 · 
1934 · 
1935 · 
1936 · 
1937 · 
1938 · 
1939 · 
1940 · 
1941 · 1942 · 1943 · 1944 · 
1945 · 
1946 · 
1947 · 
1948 · 
1949 · 
1950 · 
1952 · 
1952 · 
1953 · 
1954 · 
1955 · 
1956 · 
1957 · 
1958 · 
1959 · 
1960 · 
1961 · 
1962 · 
1963 · 
1964 · 
1965 · 
1966 · 
1967 · 
1968 · 
1969 · 
1970 · 
1971 · 
1972 · 
1973 · 
1974 · 
1975 · 
1976 · 
1977 · 
1978 · 
1979 · 
1980 · 
1981 · 
1982 · 
1983 · 
1984 · 
1985 · 
1986 · 
1987 · 
1988 · 
1989 · 
1990 · 
1991 · 
1992 · 
1993 · 
1994 · 
1995 · 
1996 · 
1997 · 
1998 · 
1999 · 
2000 · 
2001 · 
2002 · 
2003 · 
2004 · 
2005 · 
2006 · 
2007 · 
2008 · 
2009 · 
2010 · 
2011 · 
2012 · 
2013 · 
2014 · 
2015 ·
2016 ·
2017 ·
2018 ·
2019 ·
2020 ·
2021
Afghanistan ·
Albanië ·
Algerije ·
Armenië ·
Azerbeidzjan ·
België ·
Bosnië en Herzegovina ·
Brazilië ·
Bulgarije ·
Canada ·
Cyprus ·
DDR ·
Denemarken ·
(West-)Duitsland ·
Egypte ·
Engeland ·
Estland ·
Faeröer ·
Finland ·
Frankrijk ·
Gambia ·
Georgië ·
Griekenland ·
Hongarije ·
Ierland ·
IJsland ·
Israël ·
Italië ·
Japan ·
Joegoslavië ·
Kaapverdië ·
Kameroen ·
Kazachstan ·
Letland ·
Liechtenstein ·
Litouwen ·
Madagaskar ·
Malta ·
Marokko ·
Mexico ·
Moldavië ·
Montenegro ·
Myanmar ·
Nederland ·
Nigeria ·
Noord-Ierland ·
Noord-Macedonië ·
Noorwegen ·
Oekraïne ·
Oostenrijk ·
Polen ·
Portugal ·
Qatar ·
Roemenië ·
Rusland ·
San Marino ·
Saoedi-Arabië ·
Schotland ·
Senegal ·
Servië ·
Servië en Montenegro ·
Slovenië ·
Slowakije ·
Sovjet-Unie ·
Spanje ·
Thailand ·
Togo ·
Tsjechië ·
Tsjecho-Slowakije ·
Turkije ·
Uruguay ·
Verenigde Staten ·
Wales ·
Wit-Rusland ·
Zuid-Korea ·
Zweden ·
Zwitserland